# Эмеаль, Рауль
Рауль Флорио Эмеаль (исп. Raúl Florio Emeal; 16 января 1916, Буэнос-Айрес — 20 октября 1999, Буэнос-Айрес) — аргентинский футболист, нападающий.

## Карьера
Рауль Эмеаль начал карьеру в клубе «Феррокарриль Оэсте» в 1934 году. Проведя в клубе за 5 сезонов 142 матча и забив 26 голов, форвард покинул родину и уехал в Бразилию, в клуб «Васко да Гама». Там футболист играл два сезона. В 1940 году Эмеаль вернулся в Аргентину, в клуб «Бока Хуниорс», где дебютировал 2 марта. 7 апреля он провёл первую официальную игру за «Боку». В том же году нападающий стал с клубом чемпионом страны. Игрок выступал за команду до 1942 года, проведя 57 матчей в которых забил 13 голов. Последнюю встречу в клубе Рауль сыграл 2 марта 1943 года. Затем игрок провёл два сезона в «Феррокарриль».

## Статистика
| Сезон | Команда            | Чемпионат    | Чемпионат | Чемпионат | Прочие | Прочие |
| Сезон | Команда            | Лига         | Игры      | Голы      | Игры   | Голы   |
| ----- | ------------------ | ------------ | --------- | --------- | ------ | ------ |
| 1934  | Феррокарриль Оэсте | Примера      | 17        | 4         | —      | —      |
| 1935  | Феррокарриль Оэсте | Примера      | 28        | 6         | —      | —      |
| 1936  | Феррокарриль Оэсте | Примера      | 17        | 3         | 17     | 2      |
| 1937  | Феррокарриль Оэсте | Примера      | 33        | 6         | —      | —      |
| 1938  | Феррокарриль Оэсте | Примера      | 30        | 5         | —      | —      |
| 1938  | Васко да Гама      | Лига Кариока | ?         | ?         | ?      | ?      |
| 1939  | Васко да Гама      | Лига Кариока | ?         | ?         | ?      | ?      |
| 1940  | Васко да Гама      | Лига Кариока | ?         | ?         | ?      | ?      |
| 1940  | Бока Хуниорс       | Примера      | 28        | 9         | —      | —      |
| 1941  | Бока Хуниорс       | Примера      | 23        | 3         | —      | —      |
| 1942  | Бока Хуниорс       | Примера      | 6         | 1         | —      | —      |
| 1943  | Бока Хуниорс       | Примера      | 0         | 0         | —      | —      |
| 1944  | Феррокарриль Оэсте | Примера      | 17        | 4         | —      | —      |
| 1945  | Феррокарриль Оэсте | Примера      | 9         | 1         | —      | —      |

## Достижения
- Чемпион Южной Америки: 1937
- Чемпион Аргентины: 1940